# 古德溫冰原島峰
84°38′S 161°31′E / 84.633°S 161.517°E
古德溫冰原島峰（英語：Goodwin Nunataks），是南極洲的冰原島峰，位於沙克爾頓海岸，處於馬歇爾山脈以西20公里，以美國研究隊的地磁學家命名，現時由南極條約體系管理。